# Cele zece porunci (film din 1956)
Cele zece porunci (1956) (denumire originală The Ten Commandments) este un film epic american care prezintă povestea biblică a Exodului, în care Moise, un prinț egiptean de origine ebraică, devine conducătorul sclavilor evrei prin deșert. Filmul, produs de Paramount Pictures în VistaVision la 5 octombrie 1956, a fost regizat de Cecil B. DeMille și în rolul principal interpretează Charlton Heston. În alte roluri interpretează actorii Yul Brynner (ca fratele adoptiv al lui Moise, faraonul Rameses al II-lea), Anne Baxter (ca Nefretiri), românul-evreu Edward G. Robinson (ca Datan), Yvonne De Carlo (ca Sefora), Debra Paget (ca Lilia) și John Derek (ca Iosua).
Filmul se bazează pe romanul din 1949 Prințul Egiptului (Prince of Egypt) de Dorothy Clarke Wilson, romanul din 1859 Stâlpul de foc (Pillar of Fire) de J. H. Ingraham, romanul din 1937 Pe aripile vulturului (On Eagle's Wings) de A. E. Southon și Cartea Exodului din Biblie.
Conține unul dintre cele mai mari decoruri exterioare create vreodată pentru un film. Este o refacere a prologului filmului mut „Cele zece porunci” din 1923 (omonim) de asemenea regizat de Cecil B. DeMille.

## Prezentare
După ce a auzit despre profeția apariției unui eliberator evreu, faraonul Ramses I al Egiptului ordonă moartea tuturor bărbaților evrei nou-născuți. Iochebed își salvează fiul cel mic, punându-l într-un coș și lăsându-l să plutească pe Nil. Bithia, fiica recent văduvă a faraonului Ramses (și sora viitorului faraon Seti I), găsește coșul și decide să adopte băiatul, deși servitoarea ei, Memnet, recunoaște că acesta este evreu. Bithia îl numește pe prunc Moise.
Prințul Moise crește pentru a deveni un general de succes, câștigând un război cu Etiopia cu care face o alianță. Moise și Nefretiri se îndrăgostesc, dar ea trebuie să se căsătorească cu următorul faraon pentru a păstra linia regală. În timp ce lucrează la construirea unui oraș pentru jubileul faraonului Seti I, Moise îl întâlnește pe cioplitorul în piatră Iosua, care îi vorbește despre Dumnezeul ebraic. Moise salvează o femeie în vârstă de la a fi zdrobită, fără să știe că este mama lui biologică, Yochabel, iar apoi îl mustră pe supraveghetorul egiptean Baka.
Moise reformează tratamentul sclavilor în cadrul proiectului, dar prințul Ramses, fratele vitreg al lui Moise și fiul lui Seti, îl acuză de planificarea unei revolte. Moise spune că își face lucrătorii mai productivi, făcându-l pe Ramses să se întrebe dacă Moise este omul pe care evreii îl numesc „Eliberatorul”.
Nefretiri află de la Memnet că Moise este fiul unor sclavi evrei. Ea o ucide pe Memnet, dar îi dezvăluie povestea lui Moise după ce acesta găsește bucata de pânză levită în care a fost înfășurat când era copil, pe care Memnet a păstrat-o. Moise o urmărește pe Bithia până la casa lui Iochebed, unde își întâlnește mama biologică, fratele Aaron și sora Miriam.
Moise decide să se alăture sclavilor evrei. Nefretiri îl îndeamnă să se întoarcă la palat, ca să-și poată ajuta poporul când va deveni faraon, lucru cu care este de acord după ce va îndeplini o ultimă sarcină. Moise îl salvează pe Iosua de la moarte ucigându-l pe Baka, spunându-i lui Iosua că și el este evreu. La mărturisire, fără știrea lor, este martor supraveghetorul evreu Datan, care apoi îi spune prințului Ramses pentru a fi recompensat cu funcția de guvernator. După ce a fost arestat, Moise explică faraonului că nu este el Eliberatorul, dar ar elibera sclavii dacă ar putea. Seti I îl declară apoi pe prințul Ramses unicul său moștenitor, iar Ramses îl alungă pe Moise în deșert. În acest moment, Moise află de moartea mamei sale.
Moise străbate deșertul până la o fântână din Medan. După ce a apărat șapte surori de amaleciți, Moise este găzduit de tatăl fetelor, Ietro, un șeic beduin, care se închină Dumnezeului lui Avraam. Moise se căsătorește cu fiica cea mare a lui Ietro, Sefora. Mai târziu, îl găsește pe Iosua, care a scăpat de munca grea impusă evreilor din Egipt. În timp ce stă de pază, Moise vede un ciudat tufiș aprins pe vârful Muntelui Sinai și aude glasul Celui-Al-Cărui-Nume-Nu-i-Cunoscut. La cererea Sa, Moise se întoarce în Egipt pentru a-i elibera pe evrei.

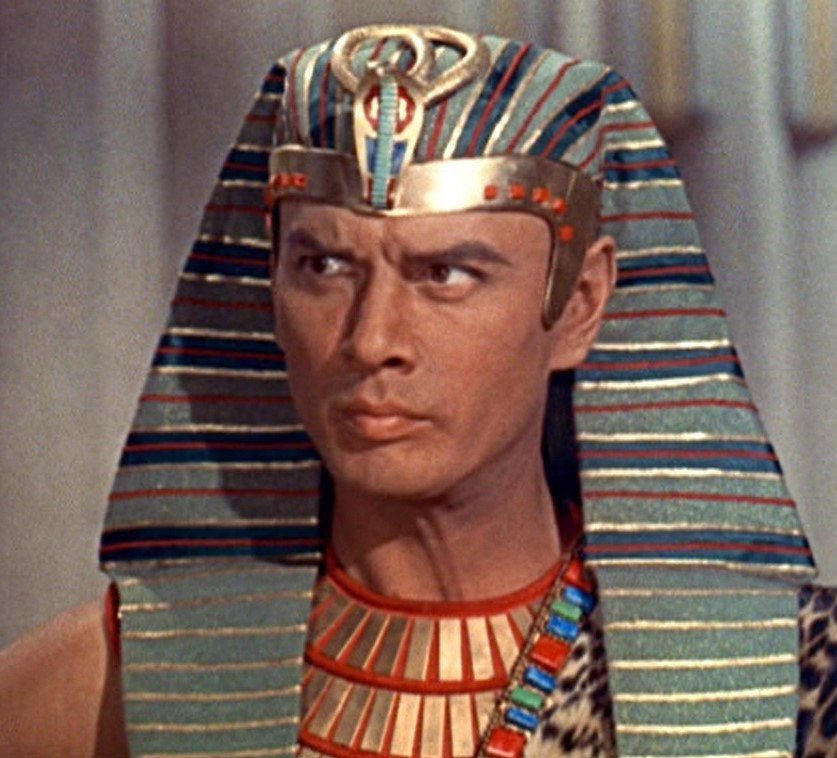
Yul Brynner ca Ramses în filmul „Cele Zece Porunci” (1956).

Moise vine înaintea lui Ramses, acum faraonul Ramses al II-lea, pentru a cere ca sclavii să fie eliberați,  transformându-și toiagul de la Dumnezeu într-o cobră. Iane face același truc, dar șarpele lui Moise îl înghite pe cei doi ai lui. Ramses interzice ca să mai fie furnizate paie evreilor pentru a face cărămizi. Nefretiri îl salvează pe Moise de la moartea cu pietre din mâinile evreilor.
Încep cele zece plăgi ale Egiptului. Moise transformă râul Nil în sânge la o sărbătoare a zeului Chnum și provoacă grindină care arde peste palatul faraonului. Moise îl avertizează că următoarea plagă care va cădea asupra Egiptului va fi cea rostită chiar de Faraon. Înfuriat de plăgi, Ramses ordonă ca toți primii născuți evrei de sex masculin să moară, dar îngerul morții îi ucide pe toți primii născuți ai Egiptului, inclusiv copilul lui Ramses cu Nefretiri. Disperat de pierderea moștenitorului, faraonul îi exilează pe evrei, care încep Exodul din Egipt.
După ce a fost batjocorit de Nefretiri, Ramses poruncește adunarea carelor de luptă și îi urmărește pe evrei până la Marea Roșie. Moise cu ajutorul lui Dumnezeu îi oprește pe egipteni cu un stâlp de foc și desparte apele din Marea Roșie. După ce evreii ajung în siguranță pe celălalt mal, Moise dărâmă zidurile din apă, înecând armata egipteană. Ramses devastat se întoarce cu mâna goală la Nefretiri, afirmând că acum îl recunoaște pe zeul lui Moise ca Dumnezeu adevărat.
Moise urcă din nou pe munte împreună cu Iosua. El primește cele zece porunci ale lui Dumnezeu pe două tăblițe din piatră. Între timp, Datan nerăbdător spune poporului că Moise a murit și îl forțează pe Aaron să construiască ca idol un vițel din aurul luat din Egipt. Începe o saturnalie sălbatică și o orgie decadentă este organizată de majoritatea evreilor.
După ce Dumnezeu îi spune lui Moise despre evreii căzuți în desfrânare, Moise coboară de pe munte împreună cu Iosua. Înfuriat la vederea evreilor desfrânați, Moise îi consideră pe evrei nevrednici și aruncă tăblițele în  vițelul de aur, care explodează, ucigând pe cei răi și făcându-i pe ceilalți să rătăcească în pustie timp de patruzeci de ani. Mai târziu, un Moise în vârstă îi conduce pe evrei spre Canaan. Cu toate acestea, el nu poate ajunge pe Pământul Făgăduinței din cauza unei neascultări anterioare față de Domnul. În schimb, el îl numește pe Iosua drept conducător și își ia rămas bun de la evrei de pe Muntele Nebo.

## Distribuție

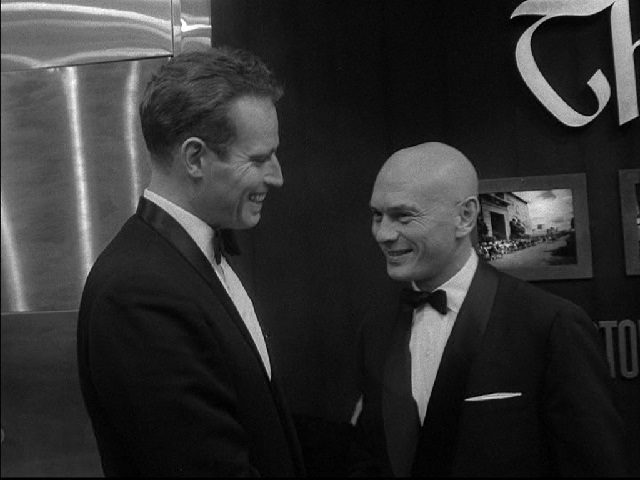
Charlton Heston și Yul Brynner
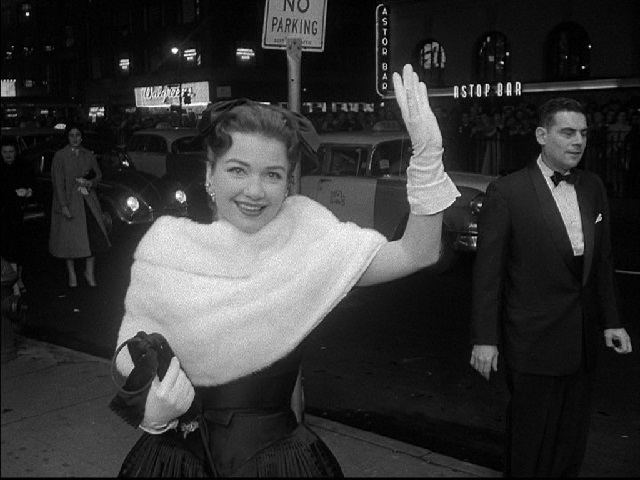
Anne Baxter
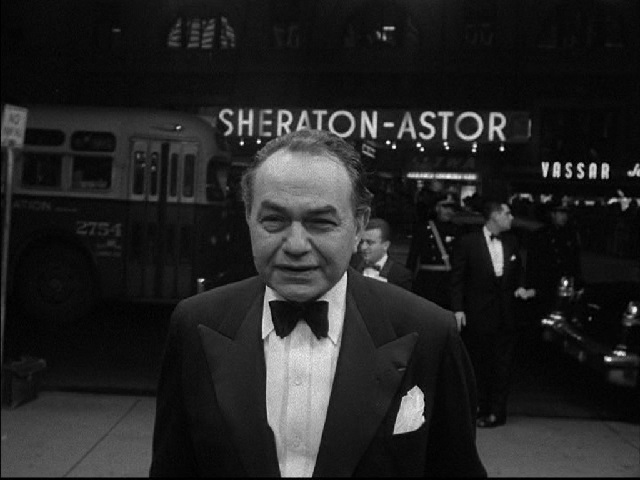
Edward G. Robinson

- Charlton Heston - Moise (și vocea lui Dumnezeu din Rugul Aprins)
- Yul Brynner - Ramses al II-lea
- Anne Baxter - Nefretiri
- Edward G. Robinson - Datan
- Yvonne De Carlo - Sefora
- Debra Paget - Lilia[10]
- John Derek - Iosua
- Sir Cedric Hardwicke - Seti I
- Nina Foch - Bithiah. Fiica faraonului
- Martha Scott - Yochabel
- Judith Anderson - Memnet
- Vincent Price - Baka
- John Carradine - Aaron
- Olive Deering - Miriam
- Douglass Dumbrille - Iane
- Frank de Kova - Abiram
- Henry Wilcoxon - Pentaur
- Eduard Franz - Ietro
- Donald Curtis - Mered
- Lawrence Dobkin -  Hur Ben Caleb
- H. B. Warner - Aminadab
- Julia Faye - Elișeba
- Lisa Mitchell, Noelle Williams, Joanna Merlin, Pat Richard, Joyce Vanderveen și Diane Hall - fiicele lui Ietro
- Abbas El Boughdadly - Conducătorul carului lui Ramses
- Cavalry Corps, Egyptian Armed Forces - Pharaoh's Chariot Host
- Fraser Heston - Moise copil
- John Miljan - Cel orb
- Francis J. McDonald - Simon
- Ian Keith - Ramses I
- Paul De Rolf - Eleazar
- Woodrow Strode -Regele Etiopiei
- Tommy Duran - Gherșom
- Eugene Mazzola - fiul lui Rameses (Amun)
- Ramsay Hill - Korah
- Joan Woodbury - soția lui Korah
- Esther Brown - Prințesa Tharbis
- Babette Bain - mica Miriam[11]
- Kathy Garver - Rahela